# Joachim Sutton
Joachim Sutton (15 de mayo de 1995) es un deportista danés que compite en remo. Participó en los Juegos Olímpicos de Tokio 2020, obteniendo una medalla de bronce en la prueba de dos sin timonel.

## Palmarés internacional
| Juegos Olímpicos | Juegos Olímpicos | Juegos Olímpicos  | Juegos Olímpicos |
| Año              | Lugar            | Medalla           | Prueba           |
| ---------------- | ---------------- | ----------------- | ---------------- |
| 2020             | Tokio (Japón)    | Medalla de bronce | Dos sin timonel  |